# Землевпорядний вісник

«ЗЕМЛЕВПОРЯДНИЙ ВІСНИК»
Вебсайт «Землевпорядного вісника»: http://zemvisnuk.com.ua

| Періодичність виходу | раз на місяць                                         |
| Мова                 | українська                                            |
| Адреса редакції      | 04080, м. Київ-80, вул. Фрунзе, 105                   |
| Головний редактор    | Людмила ЗІНКОВСЬКА                                    |
| Засновник            | Держземагентство України                              |
| Рік заснування       | 1997                                                  |
| Наклад               | понад 7 000 примірників на місяць                     |
| Передплатний індекс  | 48783 [Архівовано 17 березня 2022 у Wayback Machine.] |

«Землевпорядний вісник» — щомісячний науково-виробничий журнал. Включений до наукових фахових видань України, в яких можуть публікуватися результати дисертаційних робіт на здобуття наукових ступенів доктора і кандидата економічних наук.
Засновник — Державне агентство земельних ресурсів України.
Виходить з грудня 1997 року.
Мова видання — українська.
«Землевпорядний вісник» — єдине державне спеціалізоване видання у сфері земельних відносин, на сторінках якого висвітлюється життя галузі, найкращий вітчизняний і зарубіжний досвід, порушуються земельні проблеми, подаються різні точки зору, думки з актуальних питань земельної реформи і фахової освіти, публікуються наукові дослідження вчених, ведуться відкриті семінари з актуальних питань земельного законодавства, надаються роз'яснення, коментарі, аналізуються помилки, друкуються нові офіційні документи.
Це надійне і невичерпне джерело інформації передусім для тих, хто працює у сфері земельних відносин, в органах місцевого самоврядування та виконавчої влади, викладає чи навчається у профільних навчальних закладах, а також тих, хто є власником землі або землекористувачем, чия робота пов'язана з оформленням прав на земельні ділянки.